# کراوی
کراوی (به فرانسوی: Crouy) یک کمون (فرانسه) در فرانسه است که در ان (ا-دو-فرانس) واقع شده‌است. کراوی ۱۰٫۳۸ کیلومتر مربع مساحت دارد ۵۵ متر بالاتر از سطح دریا واقع شده‌است.